# Ľuboš Podstupka
Ľuboš Podstupka (ur. 25 września 1972 w Bratysławie) – słowacki wioślarz.

## Osiągnięcia
- Mistrzostwa Świata – Wiedeń 1991 – czwórka podwójna wagi lekkiej – 10. miejsce[1].
- Mistrzostwa Świata – Račice 1993 – jedynka wagi lekkiej – 12. miejsce[1].
- Mistrzostwa Świata – Indianapolis 1994 – jedynka wagi lekkiej – 6. miejsce[1].
- Mistrzostwa Świata – Tampere 1995 – jedynka – 21. miejsce[1].
- Mistrzostwa Świata – Glasgow 1996 – jedynka wagi lekkiej – 5. miejsce[1].
- Mistrzostwa Świata – Aiguebelette 1997 – jedynka wagi lekkiej – 9. miejsce[1].
- Mistrzostwa Świata – Kolonia 1998 – jedynka wagi lekkiej – 8. miejsce[1].
- Mistrzostwa Świata – St. Catharines 1999 – dwójka podwójna wagi lekkiej – 16. miejsce[1].
- Mistrzostwa Świata – Zagrzeb 2000 – jedynka wagi lekkiej – 3. miejsce[1].
- Mistrzostwa Świata – Lucerna 2001 – jedynka wagi lekkiej – 11. miejsce[1].
- Mistrzostwa Świata – Sewilla 2002 – jedynka wagi lekkiej – 8. miejsce[1].
- Mistrzostwa Świata – Mediolan 2003 – jedynka wagi lekkiej – 6. miejsce[1].
- Mistrzostwa Europy – Ateny 2004 – dwójka podwójna wagi lekkiej – 11. miejsce[1].
- Mistrzostwa Świata – Gifu 2005 – dwójka podwójna wagi lekkiej – 9. miejsce[1].
- Mistrzostwa Świata – Eton 2006 – dwójka podwójna wagi lekkiej – 13. miejsce[1].
- Mistrzostwa Świata – Monachium 2007 – jedynka wagi lekkiej – 14. miejsce[1].
- Mistrzostwa Europy – Poznań 2007 – dwójka podwójna – 8. miejsce[1].